# Coupe du pays de Galles de football 2012-2013
Navigation
Coupe du pays de Galles 2011-2012 Coupe du pays de Galles 2013-2014
La coupe du pays de Galles de football 2012-2013 est la 126e édition de la coupe du pays de Galles de football.
Mettant aux prises 190 équipes galloises de football, elle débute le 18 août 2012 et se termine par une finale organisée en mai 2013. Le vainqueur de l'épreuve se qualifie pour le premier tour de qualification de la Ligue Europa 2013-2014.
Le tenant du titre est The New Saints.
Le vainqueur de l'édition est Prestatyn Town qui s'est imposé en finale face à Bangor City.

## Troisième tour
Le troisième tour de l'épreuve est joué les 8 et 9 décembre 2012.
| Équipe accueillant  | Score      | Équipe visiteuse     |
| ------------------- | ---------- | -------------------- |
| Aberystwyth Town    | 2-5        | Rhyl                 |
| Afan Lido           | 3-4        | Prestatyn Town       |
| Airbus UK Broughton | 3-0        | Port Talbot Town     |
| Bangor City         | 4-1        | Aberdare Town        |
| Barry Town          | 3-1 (a.p.) | Ely Rangers AFC      |
| Flint Town United   | 1-0        | Llanidloes Town      |
| Gap Connah's Quay   | 4-2        | Llanelli             |
| CPD Gwalchmai       | 0-2        | Chepstow Town        |
| Holyhead Hotspur    | 1-2        | Carmarthen Town      |
| Holywell Town       | 0-2        | Caerau (Ely) AFC     |
| Llandudno Junction  | 2-3        | Haverfordwest County |
| Llanrug United      | 0-5        | West End             |
| Monmouth Town       | 2-3        | Bala Town            |
| Newtown AFC         | 2-0        | Cefn Druids AFC      |
| Pontardawe Town     | 2-0        | Goytre AFC           |
| The New Saints      | 3-1 (a.p.) | Conwy Borough        |

## Quatrième tour
Le quatrième tour de l'épreuve est joué du 25 au 27 janvier 2013.
| Équipe accueillant | Score          | Équipe visiteuse     |
| ------------------ | -------------- | -------------------- |
| Barry Town         | 2-1            | Pontardawe Town      |
| Carmarthen Town    | 3-2 (a.p.)     | Bala Town            |
| Chepstow Town      | 3-4            | Haverfordwest County |
| Caerau (Ely) AFC   | 1-3            | Flint Town United    |
| Gap Connah's Quay  | 0-2            | Bangor City          |
| Newtown AFC        | 1-1 4-5 (pén.) | Airbus UK Broughton  |
| Prestatyn Town     | 2-0            | West End             |
| The New Saints     | 5-1            | Rhyl                 |

## Quarts de finale
Les quarts de finale de l'épreuve sont joués les 1er et 2 mars 2013.
| Équipe accueillant   | Score        | Équipe visiteuse    |
| -------------------- | ------------ | ------------------- |
| Bangor City          | 1 - 0        | Airbus UK Broughton |
| Carmarthen Town      | 2 - 3 (a.p.) | Prestatyn Town      |
| Flint Town United    | 0 - 2        | Barry Town          |
| Haverfordwest County | 0 - 1        | The New Saints      |

## Demi-finales
Les demi-finales de l'épreuve sont jouées le 6 avril 2013.
| Équipe accueillant | Score | Équipe visiteuse |
| ------------------ | ----- | ---------------- |
| Bangor City        | 1 - 0 | The New Saints   |
| Barry Town         | 1 - 2 | Prestatyn Town   |

## Finale
La finale de l'épreuve est jouée le 6 mai 2013.
| Équipe accueillant | Score        | Équipe visiteuse |
| ------------------ | ------------ | ---------------- |
| Bangor City        | 1 - 3 (a.p.) | Prestatyn Town   |